# Кожлєк
Кожлєк (словен. Kožljek) — поселення в общині Церкниця, Регіон Нотрансько-крашка, Словенія. Висота над рівнем моря: 788,2 м.